# Peridrome longipennis
Peridrome longipennis är en fjärilsart som beskrevs av Herrich-Schäffer. Peridrome longipennis ingår i släktet Peridrome och familjen nattflyn. Inga underarter finns listade i Catalogue of Life.